# Achlyonice gilpinbrowni
Achlyonice gilpinbrowni is een zeekomkommer uit de familie Elpidiidae.
De wetenschappelijke naam van de soort werd in 1965 gepubliceerd door Pawson.